# کوکوتیلا
کوکوتیلا (انگلیسی: Cucutilla) یک منطقه مسکونی در کشور کلمبیا است.